# Miss Brésil 1961
Miss Brésil 1961, 8e élection de Miss Brésil, s'est déroulée le 17 juin 1961 au Ginásio do Maracanãzinho.
La gagnante, Staël Abelha succède à Gina MacPherson, Miss Brésil 1960.

## Classement final
| Titre                                                 | Candidates                                                                                         |
| ----------------------------------------------------- | -------------------------------------------------------------------------------------------------- |
| Miss Brésil 1959 - Non classée à Miss Univers 1961    | - Minas Gerais - Staël Abelha                                                                      |
| 1re dauphine - 1re dauphine à Miss International 1961 | - Rio Grande do Sul - Vera Menezes                                                                 |
| 2e dauphine - Non classée à Miss Monde 1961           | - Guanabara - Alda Maria Coutinho                                                                  |
| 3e dauphine                                           | - Ceará - Elza Maria dos Santos                                                                    |
| 4e dauphine                                           | - Bahia - Stella Maria Rocha Lima                                                                  |
| Top 8                                                 | - Pará - Filomena Maria Chaves - Pernambouc - Maria Lúcia Cruz - Rio Grande do Norte - Carmen Lima |

## Prix distribués
| Prix           | Candidate                          |
| -------------- | ---------------------------------- |
| Miss Sympathie | - Rio Grande do Sul - Vera Menezes |

## Candidates
| Numéro | État                | Nom                            |
| ------ | ------------------- | ------------------------------ |
| 1      | Alagoas             | Carmem Tereza Moutinho Leite   |
| 2      | Amazonas            | Neyla Loureiro Nery            |
| 3      | Bahia               | Stela Maria Rocha Lima         |
| 4      | Ceará               | Elza Maria Laureano dos Santos |
| 5      | District fédéral    | Marília de Carvalho Brício     |
| 6      | Espírito Santo      | Alcione Vieira Abreu           |
| 7      | Goiás               | Mires de Abreu Cruz            |
| 8      | Guanabara           | Alda Maria Coutinho            |
| 9      | Maranhão            | Sônia Maria de Souza Duailibe  |
| 10     | Mato Grosso         | Eliney de Figueiredo           |
| 11     | Minas Gerais        | Staël Maria da Rocha           |
| 12     | Pará                | Filomena Maria Jorge Chaves    |
| 13     | Paraíba             | Inês Gomes Pessoa              |
| 14     | Paraná              | Maria José Nascimento          |
| 15     | Pernambouc          | Maria Lúcia Santa Cruz         |
| 16     | Piauí               | Daisy Maria Couto Boavista     |
| 17     | Rio de Janeiro      | Maria Madalena Aguiar          |
| 18     | Rio Grande do Norte | Carmem Aurélia Rodrigues Lima  |
| 19     | Rio Grande do Sul   | Vera Maria Brauner Menezes     |
| 20     | Santa Catarina      | Neuza Carmem Formighieri       |
| 21     | São Paulo           | Ana Maria Filatro              |
| 22     | Sergipe             | Elenita Teixeira Lobo          |

## Observations

### Désistements
- Amapá